# Crayssac
Crayssac (okzitanisch: Craissac) ist eine französische Gemeinde mit 823 Einwohnern (Stand 1. Januar 2022) im Département Lot in der Region Okzitanien. 
Sie grenzt im Nordwesten an Saint-Médard, im Norden an Catus, im Nordosten an Nuzéjouls, im Osten an Espère, im Südosten an Caillac, im Süden an Parnac, im Südwesten an Luzech und im Westen an Labastide-du-Vert.

## Bevölkerungsentwicklung
| Jahr      | 1962 | 1968 | 1975 | 1982 | 1990 | 1999 | 2008 | 2018 |
| --------- | ---- | ---- | ---- | ---- | ---- | ---- | ---- | ---- |
| Einwohner | 240  | 244  | 313  | 393  | 413  | 442  | 715  | 768  |

## Sehenswürdigkeiten

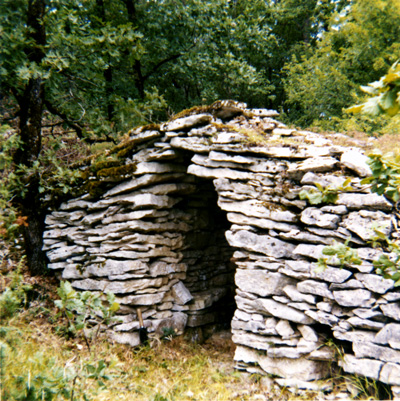
Gariotte
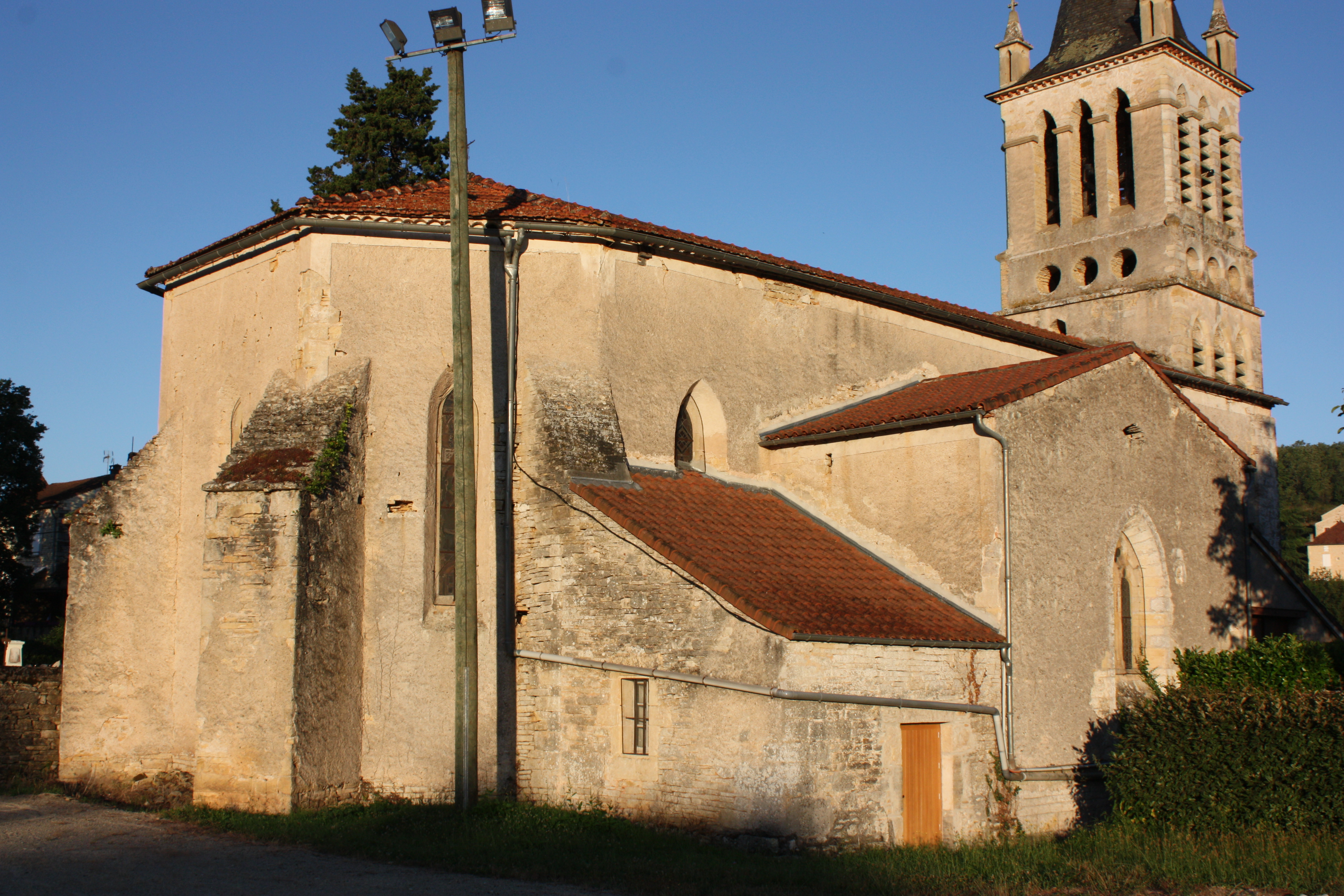
Kirche Saint-Blaise

- Gariotte
- Kirche Saint-Blaise